# Fleischmanniopsis
Fleischmanniopsis är ett släkte av korgblommiga växter. Fleischmanniopsis ingår i familjen korgblommiga växter.
Kladogram enligt Catalogue of Life:
| Fleischmanniopsis | \| \| Fleischmanniopsis anomalochaeta \| \| \| \| \| \| Fleischmanniopsis langmaniae \| \| \| \| \| \| Fleischmanniopsis leucocephala \| \| \| \| \| \| Fleischmanniopsis mendax \| \| \| \| \| \| Fleischmanniopsis nubigenoides \| \| \| \| |
|                   | \| \| Fleischmanniopsis anomalochaeta \| \| \| \| \| \| Fleischmanniopsis langmaniae \| \| \| \| \| \| Fleischmanniopsis leucocephala \| \| \| \| \| \| Fleischmanniopsis mendax \| \| \| \| \| \| Fleischmanniopsis nubigenoides \| \| \| \| |
|                   | Fleischmanniopsis anomalochaeta |
|                   | |
|                   | Fleischmanniopsis langmaniae |
|                   | |
|                   | Fleischmanniopsis leucocephala |
|                   | |
|                   | Fleischmanniopsis mendax |
|                   | |
|                   | Fleischmanniopsis nubigenoides |
|                   | |